# Emoji

O emoji “rosto risonho”, do conjunto Twemoji.

Emoji (絵文字, lit. pictograma) é uma palavra derivada da junção dos seguintes termos em japonês: e (絵, "imagem") + moji (文字, "letra"). Com origem no Japão, os emojis são ideogramas e smileys usados em mensagens eletrônicas e páginas web, cujo uso está se popularizando para além do país. Eles existem em diversos gêneros, incluindo: expressões faciais, objetos, lugares, animais e tipos de clima.
Sua popularização se dá principalmente pela inclusão internacional em iPhones, que foi seguida pela adoção em sistemas Android, e por sua vez, nos demais sistemas operacionais.

## História
A história dos emojis começou em 1982, nos Estados Unidos. Naquela época, já existia computadores, e os e-mails já existiam também. Um jovem chamado Scott Fahlman, que estudava em uma universidade, percebeu que na questão dos e-mails, não dava para distinguir o que era piada do que era sério, então criou os emoticons (combinação das palavras emotion e icon, "emoção" e "ícone" em português) rostinhos criados com pontuação. O primeiro que ele criou foi o  :⁠-⁠)  (rostinho sorridente).
Anos mais tarde, em 1986, um grupo de japoneses resolveu criar os seus próprios emoticons, os kaomojis, que ao invés de usar pontuação, era utilizado elementos gráficos. Alguns kaomojis incluem (⁠•⁠‿⁠•⁠) (rosto sorridente), (⁠・⁠∀⁠・⁠) (rosto alegre),  ಠ⁠︵⁠ಠ (rosto com olhar de reprovação) e alguns outros.
Mas já o primeiro emoji, foi criado em 1998 ou 1999 no Japão por Shigetaka Kurita, que integrava a equipa da NTT DoCoMo responsável pelo desenvolvimento da i-mode, uma plataforma de Internet móvel. O primeiro conjunto de 172 emojis de 12×12 pixels foi criado como parte das funcionalidades de mensagens da i-mode para facilitar a comunicação eletrónica e funcionar como uma característica distintiva de outros serviços.
No entanto, em 1997, Nicolas Loufrani apercebeu-se da crescente utilização de emoticons de texto ASCII na tecnologia móvel e começou a fazer experiências com rostos smiley animados com o objetivo de criar ícones coloridos que correspondessem aos emoticons ASCII já existentes, feitos com simples sinais de pontuação, aperfeiçoando-os para uma utilização mais interativa nas plataformas digitais. A partir destes, Loufrani criou os primeiros emoticons gráficos e compilou um Dicionário Emoticon online que foi ordenado por categorias: clássicos, expressões de Estados de espírito, bandeiras, festividades, diversão, desportos, meteorologia, animais, comida, países, profissões, planetas, zodíaco e bebés. Esses ícones foram registados pela primeira vez em 1997 no The United States Copyright Office e foram publicados posteriormente como ficheiros .gif na Internet em 1998, tornado-se nos primeiros emoticons gráficos de sempre a serem utilizados nas plataformas tecnológicas. Em 2000, o Diretório de Emoticons criado por Loufrani foi disponibilizado na Internet para os utilizadores poderem transferi-los para os telemóveis através do site smileydictionary.com que incluía mais de 1000 emoticons gráficos do smiley e as respetivas versões ASCII. Esse mesmo diretório foi depois publicado, em 2002, num livro da editora Marabout intitulado Dico Smileys. Em 2001, a The Smiley Company começou a licenciar os direitos dos emoticons gráficos de Loufrani para utilização em transferências para telemóvel por várias empresas de telecomunicações, incluindo a Nokia, a Motorola, a Samsung, a SFR (Vodafone) e a Sky Telemedia.
O Oxford Dictionary nomeou "emoji" 😂 (Face With Tears of Joy) como "palavra do ano" em 2015.
Desde a popularização dos emojis nos anos 90, esses pequenos ícones gráficos têm desempenhado um papel fundamental na comunicação digital. Sua capacidade de transmitir emoções e expressões de forma visual revolucionou a maneira como nos comunicamos e interagimos nas plataformas digitais. Após o reconhecimento do "emoji" 😂 (Face With Tears of Joy) como "palavra do ano" pelo Oxford Dictionary em 2015, o mundo testemunhou um crescente interesse e apreciação por esses símbolos pictográficos.
A evolução dos emojis continuou a surpreender, com a introdução de novos designs e uma gama mais ampla de opções para representar uma variedade de conceitos e ideias. Conforme a popularidade dos emojis aumentava, surgiram comunidades online dedicadas à criação e compartilhamento desses ícones, incentivando a diversidade cultural e linguística na forma como as emoções e as nuances de comunicação são representadas.
À medida que mais pessoas adotavam a cultura dos emojis, empresas de tecnologia e desenvolvedores de aplicativos perceberam sua importância e começaram a integrar coleções de emojis em seus sistemas operacionais e plataformas de mensagens. Esse movimento desencadeou uma competição saudável entre as principais empresas de tecnologia para oferecer uma variedade de emojis exclusivos que refletissem a diversidade global.
A inclusão de emojis representando diferentes etnias, orientações sexuais e identidades de gênero tornou-se uma prioridade para promover a representatividade e a inclusão no mundo digital. Os emojis se tornaram uma linguagem universal, permitindo que pessoas de diferentes origens e culturas se comuniquem de maneira mais eficaz, superando barreiras linguísticas e promovendo a compreensão mútua.
Além disso, os emojis expandiram seu alcance além das mensagens de texto e das plataformas de mídia social. Eles se tornaram uma parte integrante do cotidiano, sendo amplamente utilizados em publicidade, marketing e até mesmo nas artes. Em museus e galerias, os emojis agora são considerados uma forma de expressão artística, refletindo o impacto cultural e social que eles tiveram na sociedade contemporânea.
Com o contínuo avanço da tecnologia e a rápida evolução das formas de comunicação digital, é provável que a importância dos emojis continue a crescer. Novos emojis são constantemente propostos e adicionados às coleções existentes, capturando as emoções e os conceitos emergentes na sociedade. Esses pequenos símbolos, criados há décadas no Japão e aprimorados por pioneiros visionários em todo o mundo, agora são reconhecidos como uma forma fundamental de expressão na era digital.
Os emojis não apenas enriqueceram nossa comunicação online, mas também se tornaram um fenômeno cultural global. Sua influência perdurará e será estudada como parte da evolução da linguagem e da comunicação humana. À medida que continuamos a avançar em direção a um futuro digital cada vez mais conectado, os emojis continuarão a desempenhar um papel vital na maneira como nos expressamos e nos conectamos uns com os outros.